# Golf de Fonseca
El golf de Fonseca és un golf de l'oceà Pacífic que es troba a l'oest de Centreamèrica i limita amb El Salvador, Hondures i Nicaragua.

## Història
Andrés Niño, pilot del conqueridor castellà Gil González Dávila trobà el golf el 1522 mentre buscava una ruta marítima que comuniqués l'oceà Atlàntic i el Pacífic. El batejà en honor del bisbe Juan Rodríguez de Fonseca, primer organitzador de la política colonial castellana a les Índies.
El 1849 Ephraim Squier negocià un tractat pels Estats Units per construir un canal a través d'Hondures per a poder travessar des del mar Carib fins al golf. Frederick Chatfield, comandant britànic a Amèrica Central, atemorit que la presència americana a Hondures desestabilitzés els britànics, envià la seva flora per ocupar l'illa d'El Tigre, a l'entrada del golf. Poc després Squier exigí la sortida britànica, ja que ell havia negociat la cessió temporal de l'illa als Estats Units. Chatfield sols podia obeir.
Un tractat firmat el 1916 concedí als Estats Units l'opció de construir un canal interoceànic i una base naval a la zona del golf.
Els tres països amb costa al Golf es van veure involucrats en una llarga disputa sobre els drets del Golf i les illes interiors. El 1992 una Sala de la Cort Internacional de Justícia va resoldre el conflicte, determinant que El Salvador, Hondures i Nicaragua havien de compartir el control del Golf de Fonseca. El Salvador va rebre les illes de Meanguera i Meanguerita, mentre a Hondures li fou concedida El Tigre.

## Geografia física
El Golf de Fonseca té una superfície d'uns 3.200 km², amb una costa que s'estén per 261 quilòmetres, dels quals 185 es troben a Hondures, 40 a Nicaragua i 29 al Salvador.
El clima al Golf és tropical, amb dues estacions ben diferenciades, la plujosa i la seca. El Golf rep prop del 80% de les precipitacions anuals (1400–1600 mm) durant l'estació plujosa de maig a novembre.
Les temperatures al mig del Golf se situen entre 25 i 30 °C durant els mesos més càlids, març i abril. La humitat relativa varia entre el 65 i el 86% depenent de la ubicació. En contrast, l'interior del país és semitropical i més fresc, amb una temperatura mitjana de 26 °C.
La vegetació de la zona humida és dominada per espècies de manglar.